# The Article 3
The Article 3 je pětipísňové EP americké hudebnice Meshell Ndegeocello. Vydáno bylo dne 28. listopadu 2006 společností EmArcy Records a produkovala jej Ndegeocello. Dále se na albu podíleli například Oumou Sangaré, Pat Metheny a Thandiswa Mazwai. Písně z tohoto EP zpěvačka později vydala na svém sedmém řadovém albu The World Has Made Me the Man of My Dreams (2007).

## Seznam skladeb
| Pořadí | Název         | Délka |
| ------ | ------------- | ----- |
| 1.     | Haditha       | 1:30  |
| 2.     | The Sloganeer | 5:06  |
| 3.     | Shirk         | 2:53  |
| 4.     | Article 3     | 3:33  |
| 5.     | Elliptical    | 2:44  |

## Obsazení
- Meshell Ndegeocello – zpěv, baskytara, kytara, perkuse
- Hamza Yusuf – zpěv
- Oumou Sangaré – zpěv
- Thandiswa Mazwai – zpěv
- Sy Smith – zpěv
- Graham Haynes – kornet
- Pat Metheny – kytara
- Brandon Ross – kytara
- Herve Sambe – kytara
- Mike Severson – kytara
- Deantoni Parks – bicí
- Davi Vieira – perkuse